# 路恕
路恕（?—?），字体仁，唐朝京兆三原人，路嗣恭的儿子，路應的弟弟。
岭南衙将哥舒晃造反，路嗣恭自江西讨伐，路恕被授为检校工部员外郎，得以在军前便宜从事。提拔降将伊慎，推心任用。平定哥舒晃，路恕有功，才三十岁，为怀州刺史。杨炎用他抵御魏博，为时人讽刺。转任京兆少尹、监门卫大将军、兼御史中丞、教练招讨等使。永贞元年（805年）八月十三，以道州刺史路恕为邕管经略使。元和二年（807年）二月，邕管经略使路恕击败黄洞蛮，擒获其首领黄承庆。元和三年（808年）二月，以右金吾卫大将军路恕为鄜州刺史、鄜坊节度使。其后为太子詹事。因事贬吉州刺史，升任太子宾客。以右散骑常侍致仕。七十三岁去世，赠洪州都督。路恕私宅有佳林园，自贞元初年李纾、包佶等人到元和末年，共四十年，朝中名卿，都去从游，高歌纵酒，未尝问家事，人们称道他宽和平易。其子路異，官至兖州刺史。路異子路楷，官至司農卿。